# Хагеоцереус
Хагеоцереус (лат. Haageocereus) — род растений семейства кактусовые. Назван в честь Вальтера Хаге, потомственного владельца фирмы Kakteen-Haage, написавшего несколько книг о кактусах.

## Описание
Стебель хагоцереусов прямостоячий, до 2 м высотой, иногда канделябровидный, у других видов стелющийся. Рёбер 14-20, они неглубокие, но отчётливо выраженные.
Радиальные колючки многочисленные, 20-40, тонкие, жёсткие; центральных колючек 1-4, они более мощные, до 7 см длиной.
Цветки воронковидные, слабоопушённые, появляются из ареолы в верхней части стебля, 7-10 см в длину и до 5 см в диаметре, чаще всего белого, розового или зеленоватого цвета. Плоды сочные, ягодовидные, покрыты волосками и чешуйками.

## Распространение
Родина этого рода — запад Перу и север Чили. Представители рода встречаются на скалистом побережье, а также в холмистых центральных областях, в пустынях и полупустынях, на высоте от 100 до 3000 м над уровнем моря.

## Синонимы
- Floresia Krainz & F.Ritter ex Backeb. nom. inval.
- Haageocactus Backeb. nom. inval.
- Lasiocereus F.Ritter — Лазиоцереус, некоторыми авторами рассматривается как самостоятельный род.
- Neobinghamia Backeb.
- Peruvocereus Akers

## Систематика
Первое описание рода сделал Курт Баккеберг в 1934 году. Род включает в себя следующие виды:
- Haageocereus acranthus
  - Haageocereus acranthus subsp. acranthus
  - Haageocereus acranthus subsp. olowinskianus
- Haageocereus albispinus
- Haageocereus australis
- Haageocereus chalaensis
- Haageocereus decumbens
- Haageocereus fascicularis
- Haageocereus icensis
- Haageocereus icosagonoides
- Haageocereus lanugispinus
- Haageocereus pacalaensis
- Haageocereus platinospinus
- Haageocereus pluriflorus
- Haageocereus pseudomelanostele
  - Haageocereus pseudomelanostele subsp. pseudomelanostele
  - Haageocereus pseudomelanostele subsp. aureispinus
  - Haageocereus pseudomelanostele subsp. carminiflorus
  - Haageocereus pseudomelanostele subsp. chryseus
  - Haageocereus pseudomelanostele subsp. turbidus
- Haageocereus pseudoversicolor
- Haageocereus subtilispinus
- Haageocereus tenuis
- Haageocereus versicolor
- Haageocereus vulpes
- Haageocereus zangalensis